# Лусиано Жуба
Лусиано Батиста да Силва Жуниор (порт. Luciano Batista da Silva Junior; род. 29 августа 1999, Серра-Тальяда, Пернамбуку), более известный, как Лусиано Жуба (порт. Luciano Juba) — бразильский футболист, защитник клуба «Спорт Ресифи».

## Клубная карьера
Жуба — воспитанник клуба «Спорт Ресифи». 29 января 2020 года в матче Лиги Пернамбукано против «Сентрал» Лусиано дебютировал за основной состав. 17 августа в матче против «Атлетико Гояниенсе» он дебютировал в бразильской Серии A. В начале 2021 года Жуба на правах аренды перешёл в «Конфьянса». 4 июня в матче против «Гояса» он дебютировал в бразильской Серии B. По окончании аренды Жуба вернулся в «Спорт Ресифи». 7 декабря в поединке против «Шапекоэнсе» Лусиано забил свой первый гол за основной состав.